# 埃利科特 (科羅拉多州)
埃利科特（英語：Ellicott）是位於美國科羅拉多州艾爾帕索縣的一個人口普查指定地區。

## 地理
埃利科特的座標為38°50′18″N 104°23′13″W / 38.83833°N 104.38694°W，而該地最高點為海拔高度1830米（即6020英尺）。

## 人口
根據2010年美國人口普查的數據，埃利科特的面積為28.20平方千米，均為陸地。當地共有人口1131人，而人口密度為每平方千米40人。